# Pucará de Lasana
El pucará de Lasana es una fortaleza precolombina ubicada en el pueblo de Lasana, provincia de El Loa (Chile).
Fue construido en el siglo XII, tiene cerca de 900 años. Está ubicado 10 km al norte de San Francisco de Chiu Chiu y fue declarado Monumento Nacional en categoría de Monumento Histórico en 1982.

## Cultura
Se deriva del presente pueblo atacameños o likan antai en la zona precordillerana del desierto de Atacama se remonta al siglo VI d.c. Los vestigios de las primeras comunidades que habitaron la zona de San Pedro de Atacama, permiten afirmar que se trató de una cultura agroalfarera, dedicada al cultivo del maíz, la papa y la quínoa, además de la ganadería de auquénidos como llamas y vicuñas. Destacaron por la elaboración de fina artesanía en cerámica y telar, además del trabajo en cobre.
Los atacameños se distribuyeron en distintas comunidades que siguieron un desarrollo histórico y cultural independiente, no obstante compartieron elementos culturales, principalmente el uso del idioma común, el Kunza. En el siglo XV fueron conquistados por los incas, incorporando nuevos elementos a su cultura tradicional.
Los pucará o púkara (del quechua: pukara ‘fortaleza’), fueron construcciones características de los atacameños, que cumplían la función de protección de las aldeas al estilo de un fuerte o fortaleza. Se edificaban con piedras y se componían de murallas con subdivisiones internas para vivienda, acopio y otras funciones.

## Expresión arquitectónica
El reconocido investigador Roberto Montandón Paillard fue un interesado precursor en la puesta en valor de la ciudadela fortificada. En sus Apuntes sobre el Pukará de Lasana, explicaba las características de su arquitectura.
«a. Empleo de la piedra suelta con poco trabajo de cantería. b. Empleo de la mezcla de barro para unir las piedras. c. Ausencia de monumentalidad y de motivos escultóricos».
Eugenio Pereira Salas, consideró el Pucará de Lasana el monumento más antiguo del país, y sus raíces estaban en la prehistoria aborigen.
Según Montandón, el Pucará se caracteriza por su expresión orgánica, con una profunda armonía con la naturaleza, por su escasez de simbolismo y monumentalidad. Para el investigador "estas ruinas revelan un concepto acabado de pueblo, con su organización y sus exigencias funcionales y defensivas. Además él compone una cuidadosa descripción:
«Podríamos hablar de Lasana, de racionalismo constructivo por el funcional aprovechamiento del espacio y la subordinación de la estructura total a un fin determinado que podríamos llamar: la vivienda defensiva; un conjunto apretado de casas que se apoyan unas contra otras, amoldando sus planos de construcción a los desniveles del terreno; es el pueblo-terraza, donde las azoteas, las atalayas y los escalones se descuelgan en cascadas de piedras. Angostos pasajes de circulación interna, los restos de una muralla en el perímetro exterior del pukara y su acceso otrora por una sola entrada estrecha, contribuyen a dar más relieve a esa función defensiva cuya realización es perfecta (...)».
Finalmente Montandón concluye: «Arquitectura primitiva, donde el racionalismo prevalece sobre la exaltación decorativa. Es su construcción escalonada, la que comunica a Lasana ese sorprendente ritmo conseguido a través de sus ángulos rectos y de sus desniveles».

## Galería

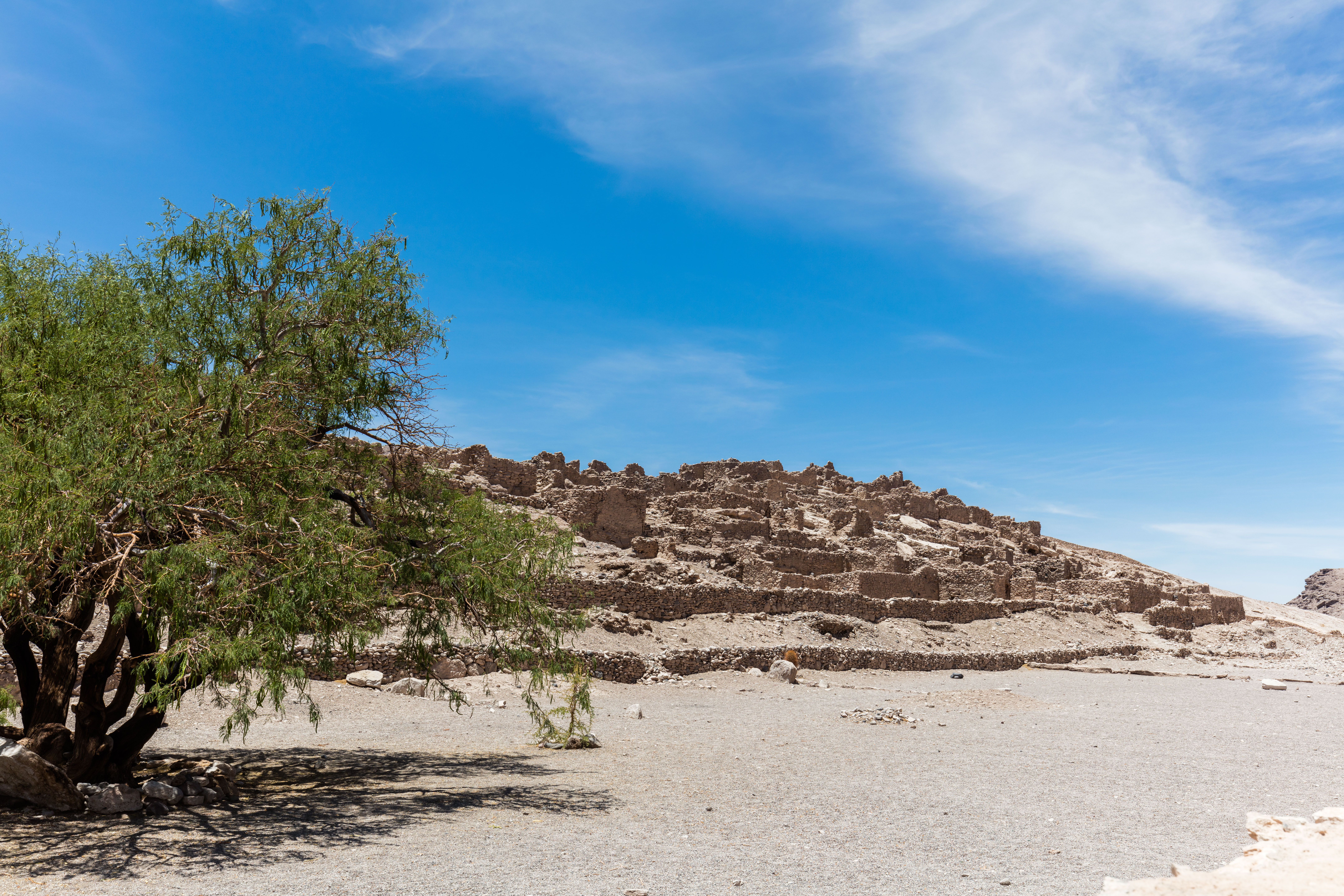
Vista general
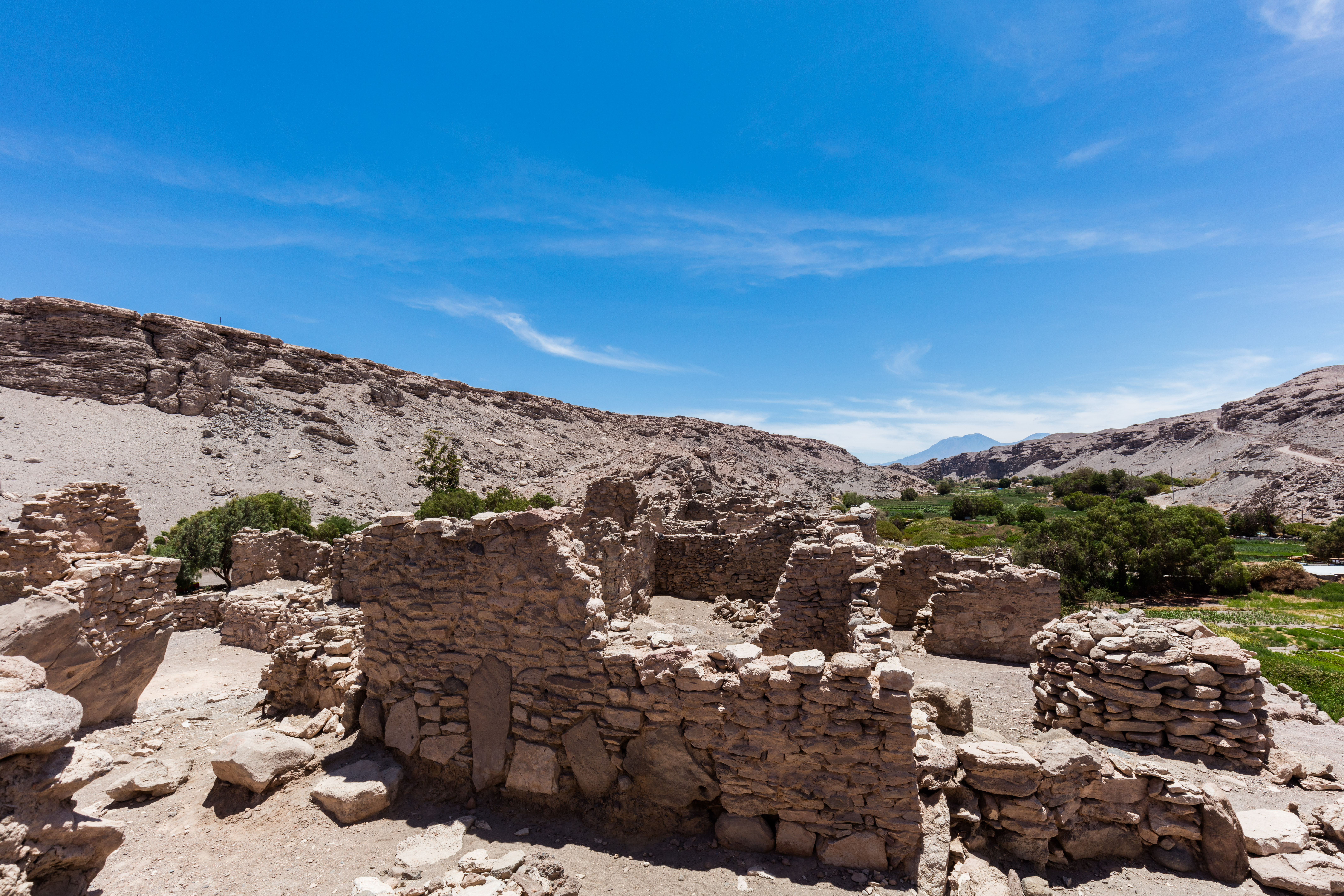
Otra vista de la fortaleza
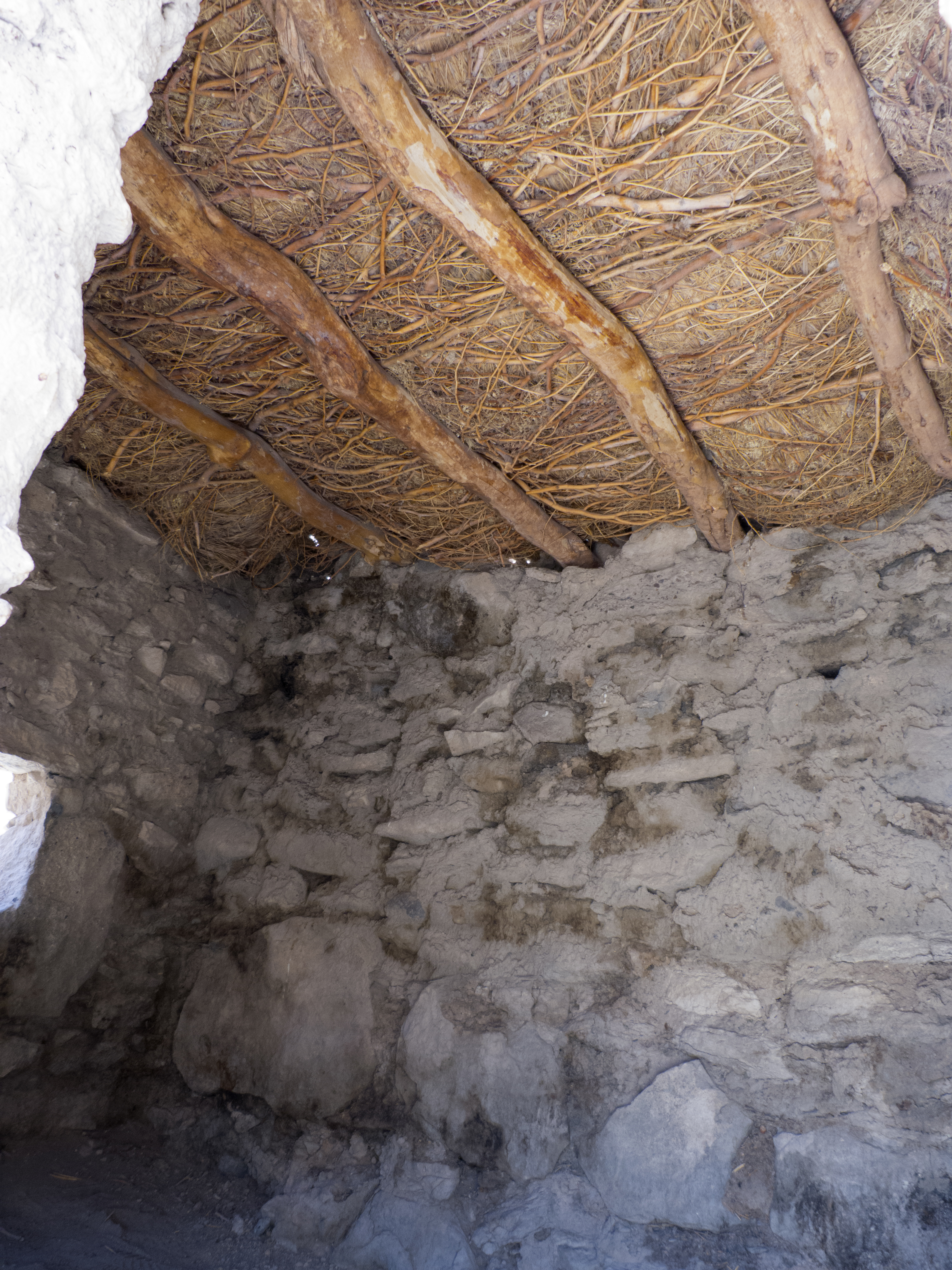
Materiales de las viviendas de la fortaleza
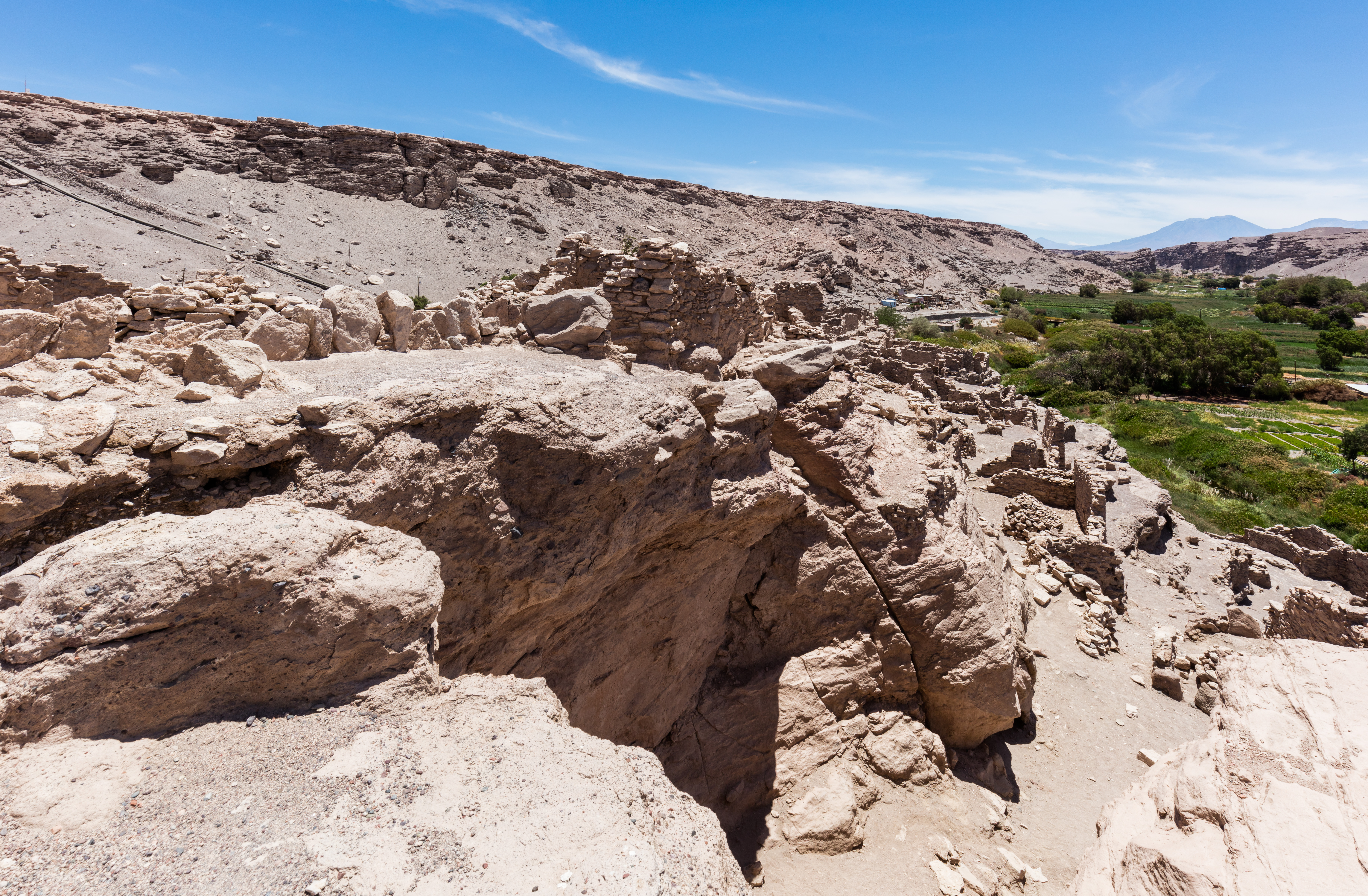
Pucará de Lasana